# Edmond Thieffry
Edmond Thieffry (Etterbeek, 28 settembre 1892 – Lago Tanganica, 11 aprile 1929) è stato un militare e aviatore belga, che nel corso della prima guerra mondiale fu un asso dell'aviazione con 10 vittorie accertate e 5 probabili. Insignito della Croce di Cavaliere dell'Ordine di Leopoldo II.

## Biografia
Nacque a Etterbeek, un comune di Bruxelles, il 28 settembre 1892, figlio di Octave e Reine Warsain. Effettuò gli studi secondari a Turnhout e, a partire dal 1910, gli studi presso di diritto presso l'Università Cattolica di Lovanio. Nel 1912 interruppe gli studi per arruolarsi nell'esercito belga in forza dal 1913 al 14º Reggimento di linea dove rimase fino al febbraio 1914. Ripresi gli studi si laureò dottore in legge nel giugno dello stesso anno. Quando stava per scoppiare la prima guerra mondiale, il 27 luglio raggiunse il suo reggimento, arrivando a Fort de Loncin, a Liegi, assegnato allo stato maggiore del generale Gérard Leman. Fatto prigioniero di guerra dai tedeschi qualche mese più tardi, riuscì ad evadere rubando una motocicletta a raggiungere i Paesi Bassi dove fu arrestato dalla polizia militare olandese. Utilizzando la sua conoscenza della legge e della lingua olandese riuscì ad uscire dall'internamento per poi rientrare in Belgio con la motocicletta, per ricongiungersi all'esercito belga ad Anversa.
Nel luglio 1915 si unì alla Compagnie des Ouvriers et Aérostiers e, seppur con qualche difficoltà, riuscì ad ottenere il brevetto di pilota a Étampes tra il mese di agosto e quello di settembre. Il 1° febbraio 1916, si unì al Escadrille No.3, dotata dei biposti Voisin IX, come osservatore dall'aeroplano. Durante l'addestramento come pilota fece più atterraggi di fortuna di qualsiasi altro pilota belga e nel dicembre 1916 fu assegnato alla Escadrille 5 a Houtem, al comando del capitano Jules Dony, una unità dotata di caccia monoposto, poiché i suoi superiori avevano paura che uccidesse i suoi compagni di volo. Durante il suo primo volo alla escadrille distrusse il Nieuport Scout, e mentre cercava di uscire dai rottami, sparò inavvertitamente con la sua mitragliatrice, disperdendo coloro che si stavano precipitando in suo aiuto. 
La sua prima vittoria confermata fu il 15 marzo 1917, pilotando un Nieuport 11 Bebé. Conseguì la seconda otto giorni dopo sopra Gistel, e la terza il 12 maggio sopra Houthulst.  La quarta fu il 14 giugno, contro un Albatros D.III sopra Westende. La Escadrille 5 si trasferì quindi a Les Moëres, e fu equipaggiata con i Nieuport 17. Ottenne la qualifica ufficiale di asso dell'aviazione quando abbatté due caccia tedeschi Albatros D.III sopra Diksmuide il 3 luglio. Ad agosto ricevette il primo caccia SPAD S.VII assegnato all'aeronautica militare belga, e con esso ottenne altre tre vittorie.
Il 31 agosto il suo aereo fu gravemente danneggiato da due caccia tedeschi Albatros D.V, ma riuscì ad atterrare dietro le linee belghe. Continuò a combattere e rivendicò la sua decima e ultima vittoria decima confermata il 10 ottobre 1917. Rivendicò altre cinque vittorie che furono considerate probabili. Poco tempo dopo fu abbattuto e ferito dal fuoco di risposta di un aereo biposto tedesco della FAA 227 su Kortrijk il 23 febbraio 1918. Trascorse il resto del conflitti come prigioniero di guerra in Germania.  Tentò di fuggire cinque volte, e al quinto tentativo, avvenuto il 13 aprile 1918, fu catturato dieci giorni dopo circa 50 km dal confine con la Svizzera.

## Volo per il Congo
Alla fine della Grande Guerra ritornò a Bruxelles passando per la Svizzera, arrivando a casa il 6 dicembre 1918.  Riprese a esercitare la professione di avvocato presso il tribunale di Bruxelles, ma rimase sempre nel mondo dell'aviazione, essendo uno dei primi piloti commerciali e cofondatore della compagnia aerea Sabena nel 1923. Si adoperò per inaugurare un collegamento aereo tra il Belgio e il Congo Belga. All'inizio del 1925, ottenne il permesso dal governo per questo volo rischioso. La Sabena fornì un Handley Page W8f, che lui chiamò "Princesse Marie-José", dopo aver ottenuto il sostegno del suo amico Re Alberto I.
Decollò dall'aeroporto di Haren, a Bruxelles, il 12 febbraio 1925, con il meccanico Joseph "Jef" de Bruycker e il copilota Léopold Roger, diretti all'aeroporto di N'Dolo a Leopoldville. Egli stesso oltre che da pilota fungeva da navigatore. Il piano di volo prevedeva tappe a Marsiglia, Orano, Colomb-Béchar, Gao, Fort-Lamy, Bangui e Coquilhatville, e avrebbe dovuto durare sette giorni. Tuttavia, forti venti contrari e un'elica rotta fecero sì che ci volessero 51 giorni. Infine, il 3 aprile, dopo 8.200 chilometri, l'aereo arrivò a Leopoldville. Effettuato il primo collegamento aereo al suo ritornò in Belgio fu accolto come un eroe.
Effettuò altri due tentativi di raggiungere il Congo. Il primo, il 9 marzo 1928, su un ACAZ C.2 con Joseph Lang e Philippe Quersin, non andò oltre Philippeville. Il secondo il 26 giugno su uno Stampe et Vertongen RSV.22-180, di nuovo con Philippe Quersin, fallì anch'esso, questa volta finendo in una palude a Clapier, vicino a Vauvert. Sviluppò quindi un piano per istituire un servizio aereo interno in Congo. Durante il suo secondo volo di prova in Congo, l'11 aprile 1929, volando su Aviméta 92 insieme con il suo copilota Gaston Julien, morì quando l'aereo precipitò vicino al lago Tanganica (solo il meccanico sopravvisse). 
Lasciando una vedova, Madeleine de Loneux, e cinque figli, Edmond Thieffry fu sepolto sul posto nel cimitero di Kibanga a Bukavu (Lago Tanganica, vicino alla pianura di Baraka) nonostante la proposta del re Alberto I di rimpatriare la sua salma in Belgio. È stato nominato postumo al rango di capitano.

## Pubblicazioni
- En avion de Bruxelles au Congo Belge, La Renaissance du Livre, Brüssel, 1926.

### Annotazioni
1. ↑  Si classificò al terzo posto nella lista degli assi belgi, dietro Willy Coppens e André de Meulemeester.

### Fonti
1. 1 2 3 4 5 6  The Aerodrome.
2. 1 2 3 4 5 6 7 8  Firtsworldwar.
3. 1 2 3 4 5 6 7 8 9 10 11 12 13 14 15 16 17 18 19 20 21 22 23 24 25  Vieilles Tiges.
4. 1 2 3  Franks 2000, p. 70.
5. 1 2  Thieffry 1925, p. 204.
6. ↑  Thieffry 1925, p. 200.
7. ↑  Thieffry 1925, p. 201.
8. ↑  Thieffry 1925, p. 202.
9. ↑  Hauet 1984, p. 18.